# Referèndum sobre la Constitució de Guinea Equatorial de 1982
El referèndum sobre la Constitució de Guinea Equatorial de 1982 fou convocat el 15 d'agost de 1982 després de la caiguda del president Francisco Macías Nguema en 1979. La nova constitució substituïa el document de 1973 i nomenava Teodoro Obiang Nguema Mbasogo president durant set anys, així com feia disposicions per a la protecció dels drets humans i limitada representació política. Fou aprovada pel 95,8% dels votants amb una participació del 93,5%.

## Resultats
| Opció                            | Vots    | %    |
| -------------------------------- | ------- | ---- |
| A favor                          | 139.777 | 95,8 |
| En contra                        | 6.149   | 4,2  |
| Invàlids/en blanc                | 3.619   | -    |
| Total                            | 149.545 | 100  |
| Font: African Elections Database |         |      |